# Pargali Ibrahim Paixà
Pargali Ibrahim Paixà o Frenk Ibrahim Paixà (1493-1536) anomenat Makbul (el Favorit) i més tard Maktul (l'Executat) fou un gran visir otomà del sultà Solimà I.
Era nadiu d'algun lloc proper a Praga a la costa de la regió de l'Epir i fou esclau durant la infantesa. Va entrar al servei de palau i després al del príncep Sulayman (Solimà) que era governador de Manisa (Turquia), del qual es va guanyar l'amistat i la confiança i quan va pujar al tron el 1520 li va donar un càrrec i va esdevenir un dels seus principals consellers; era el favorit del sultà i li va fer construir un palau a l'Hipòdrom (el palau d'Ibrahim Pasha que després el sultà Ibrahim I va regalar a la seva muller).
Tenia tanta influència que el 27 de juny de 1523 el va nomenar gran visir al lloc de Piri Mehmed Paşa, i beglerbegi de Rumèlia, quan només tenia uns trenta anys; el seu rival Ahmad Pasha Khain, que aspirava a aquests càrrecs amb més dret, va obtenir permís per retirar-se com a governador d'Egipte (19 d'agost de 1523). Solimà segurament va planejar la mort d'Ahmad Pasha Khain, la qual es creu que va ordenar a Kara Musa (designat nou governador), però Ahmad assabentat, es va revoltar i es va proclamar sultà independent (gener del 1524); els geníssers foren massacrats al castell del Caire, i va fer aliança amb les potències europees occidentals. Solimà I va enviar una flota dirigida pel visir Ayla Pasha i alguns agents que van incitar a la revolta de les tropes d'Egipte.
Ibrahim es va casar amb la germana del sultà, Khadidja (maig de 1524) i fou enviat a Egipte, però allí ja no va haver de combatre doncs Ahmad, després de patir un intent d'assassinat per part d'un oficial de l'exèrcit, Kadizade Mehmed Beg, mentre era als banys públics, en el qual va quedar ferit, es va espantar i va fugir amb els beduïns Banu Bakr (que finalment el van entregar i fou decapitat). Ibrahim va restar a Egipte un any i fou cridat a Istanbul quan es van produir disturbis causats pels geníssers.
A la campanya d'Hongria fou nomenat sardar (1526). Es va emportar tres estàtues de la ciutat de Buda que va col·locar al seu palau (Hèrcules, Diana i Apol·lo). El 1527 va reprimir unes revoltes que havien esclatat a Anatòlia. El 1529 fou sardar en la campanya en la qual fou conquerida Budin i en què Viena va estar assetjada. El 1532 va participar en la tercera campanya d'Hongria en la qual només es va aconseguir la rendició de la fortalesa de Kösek (hongarès Köszeg, Güns) i el 1533 amb poders de plenipotenciari va prendre part a les negociacions amb l'ambaixador imperial Cornelius Schepper. La tardor del mateix any van començar les hostilitats amb Pèrsia i Ibrahim va agafar el comandament de l'exèrcit i va passar l'hivern a Alep; el 6 d'agost de 1534 va ocupar Tabriz on el sultà es va reunir amb ell el mes següent; després va entrar a Bagdad l'1 de desembre de 1534.
El sultà i Ibrahim van tornar a Istanbul el gener del 1536 i durant un mes Ibrahim va conduir negociacions amb l'ambaixador francès sobre les capitulacions.
Inesperadament, sense cap indici d'haver perdut el favor del sultà, fou estrangulat la nit del 14 al 15 de març de 1536 a la seva cambra a l'harem de Topkapı Sarayı.